# Chiesa di San Pietro (Vasto)
La chiesa di San Pietro è stata un edificio di culto cattolico situato a Vasto, in provincia di Chieti.

## Storia
L'edificio venne costruito nel X secolo sui resti di un tempio dedicato alla dea Cerere, e nel 1047 risultava già essere possedimento dell'Abbazia di San Giovanni in Venere. Inizialmente era annesso alla chiesa anche un convento dei monaci Benedettini, i quali lo abbandonarono nel 1410. Colpita dalle scorrerie turche che devastarono la città nel 1566, negli anni successivi iniziarono le prime opere di rifacimento. Ulteriori lavori si intensificarono soprattutto tra il XVIII e il XIX secolo quando venne trasformata in stile neoclassico e si provvide al rifacimento del pavimento, allora molto al di sotto del livello della strada. Nel 1808, a seguito dei continui scontri con la rivale Chiesa di Santa Maria Maggiore, per decreto di Giuseppe Bonaparte vennero soppressi il Capitolo e la parrocchia, quest'ultima rifondata solo nel 1915.
Nel 1956 subì pesanti danni a seguito di una frana che interessò la zona circostante e che distrusse molti edifici adiacenti. Fu per questo decisa la demolizione, che prese avvio sul finire del 1959. La parrocchia venne da allora trasferita nella vicina Chiesa di Sant'Antonio da Padova assieme ad alcune delle sue preziose suppellettili. Altre opere invece, vennero destinate a privati. Negli anni seguenti fu prevista la costruzione di una nuova chiesa, per la quale erano già stati stanziati dei fondi, che però non venne mai realizzata. Ai nostri giorni ne rimane soltanto il portale.

## Descrizione
La facciata era caratterizzata dal portale in stile romanico del XII secolo, unico elemento superstite dell'edificio, arricchito da una statua della Madonna col Bambino e un bassorilievo raffigurante la Deposizione. Sulla destra spiccava l'alta torre campanaria, contenente quattro campane ancora esistenti: la più grande è collocata a fianco del portale, una all'interno della Chiesa di Sant'Antonio mentre le restanti si trovano sul campanile della stessa.
L'interno era suddiviso in tre navate absidate. Sulla navata sinistra erano poste importanti cappelle, ognuna gestita dalla sua confraternita:
- La Cappella del Purgatorio o del Pio Monte dei Morti, del 1652, dove si conservavano la statua del Cristo Morto portata in processione durante la Settimana Santa e il quadro "Il Purgatorio";
- La Cappella del Santissimo Sacramento, ampliata nell'Ottocento, che conteneva l'opera "Il cieco di Gerico" (1853) di Francesco Paolo Palizzi, oggi in esposizione presso la Pinacoteca di Palazzo D'Avalos;
- La Cappella di San Giovanni Battista, già del Sacramento, rifatta nell'Ottocento, ospitava la pala d'altare "Ecce Agnus Dei" di Filippo Palizzi, anch'essa conservata a Palazzo D'Avalos[4].

Nel terzo altare della navata destra vi era il Crocifisso ligneo settecentesco collocato poi nell'abside di Sant'Antonio. Nel presbiterio si trovava l'altare marmoreo del 1789, mentre alle sue spalle in tre nicchie erano collocate le statue di San Pietro, di San Paolo e del Cristo Risorto, oggi nella cantoria di Sant'Antonio. Nel 1875 veniva portata a termine la Cripta dedicata a Sant'Espedito.